# Wataru Endō
Wataru Endō (en japonés: 遠藤 航; Yokohama, 9 de febrero de 1993) es un futbolista japonés. Juega de centrocampista y su equipo es el Liverpool F. C. de la Premier League de Inglaterra.

## Trayectoria
Comenzó su carrera en el club Shonan Bellmare y en 2010 debutó en la J1 League antes de unirse al Urawa Red Diamonds en 2016, donde ganó el título de Copa J. League y la Liga de Campeones de la AFC 2017. En 2018 se unió al Sint-Truidense de Bélgica, antes de ser cedido al VfB Stuttgart de Alemania en 2019. Firmó permanentemente con el club en abril de 2020, siendo su capitán durante su última temporada en Alemania. Se unió al Liverpool F. C. en agosto de 2023.

## Selección nacional
Debutó con la selección de Japón en 2015, y desde entonces ha disputado 70 partidos, incluyendo dos Copas Mundiales de la FIFA y dos Copas Asiáticas. Fue capitán de Japón por primera vez en junio de 2023.[cita requerida]

### Participaciones en Copas del Mundo
| Mundial      | Sede  | Resultado        | Partidos | Goles |
| ------------ | ----- | ---------------- | -------- | ----- |
| Mundial 2018 | Rusia | Octavos de final | 0        | 0     |
| Mundial 2022 | Catar | Octavos de final | 4        | 0     |

## Estadísticas

### Clubes
Actualizado al último partido disputado el 25 de mayo de 2025.
| Club                       | Div.          | Temporada     | Liga  | Liga  | Copas nacionales | Copas nacionales | Copas internacionales | Copas internacionales | Total | Total | Media goleadora |
| Club                       | Div.          | Temporada     | Part. | Goles | Part.            | Goles            | Part.                 | Goles                 | Part. | Goles | Media goleadora |
| -------------------------- | ------------- | ------------- | ----- | ----- | ---------------- | ---------------- | --------------------- | --------------------- | ----- | ----- | --------------- |
| Shonan Bellmare Japón      | 1.ª           | 2010          | 6     | 1     | 1                | 0                | —                     | —                     | 7     | 1     | 0.14            |
| Shonan Bellmare Japón      | 2.ª           | 2011          | 34    | 1     | 4                | 0                | —                     | —                     | 38    | 1     | 0.03            |
| Shonan Bellmare Japón      | 2.ª           | 2012          | 32    | 7     | 1                | 0                | —                     | —                     | 33    | 7     | 0.21            |
| Shonan Bellmare Japón      | 1.ª           | 2013          | 17    | 3     | 1                | 0                | —                     | —                     | 18    | 3     | 0.17            |
| Shonan Bellmare Japón      | 2.ª           | 2014          | 38    | 7     | 1                | 0                | —                     | —                     | 39    | 7     | 0.18            |
| Shonan Bellmare Japón      | 1.ª           | 2015          | 31    | 5     | 1                | 0                | —                     | —                     | 32    | 5     | 0.16            |
| Shonan Bellmare Japón      | Total club    | Total club    | 158   | 24    | 9                | 0                | 0                     | 0                     | 167   | 24    | 0.14            |
| Urawa Red Diamonds Japón   | 1.ª           | 2016          | 29    | 0     | 4                | 0                | 6                     | 0                     | 39    | 0     | 0               |
| Urawa Red Diamonds Japón   | 1.ª           | 2017          | 30    | 3     | 5                | 0                | 12                    | 1                     | 47    | 4     | 0.09            |
| Urawa Red Diamonds Japón   | 1.ª           | 2018          | 16    | 2     | 5                | 0                | 1                     | 0                     | 22    | 2     | 0.09            |
| Urawa Red Diamonds Japón   | Total club    | Total club    | 75    | 5     | 14               | 0                | 19                    | 1                     | 108   | 6     | 0.06            |
| Sint-Truidense · Bélgica   | 1.ª           | 2018-19       | 26    | 2     | 2                | 0                | —                     | —                     | 28    | 2     | 0.07            |
| Sint-Truidense · Bélgica   | 1.ª           | 2019-20       | 3     | 0     | 0                | 0                | —                     | —                     | 3     | 0     | 0               |
| Sint-Truidense · Bélgica   | Total club    | Total club    | 29    | 2     | 2                | 0                | 0                     | 0                     | 31    | 2     | 0.06            |
| VfB Stuttgart · Alemania   | 2.ª           | 2019-20       | 21    | 1     | 1                | 0                | —                     | —                     | 22    | 1     | 0.05            |
| VfB Stuttgart · Alemania   | 1.ª           | 2020-21       | 33    | 3     | 3                | 0                | —                     | —                     | 36    | 3     | 0.08            |
| VfB Stuttgart · Alemania   | 1.ª           | 2021-22       | 33    | 4     | 1                | 0                | —                     | —                     | 34    | 4     | 0.12            |
| VfB Stuttgart · Alemania   | 1.ª           | 2022-23       | 35    | 5     | 5                | 1                | —                     | —                     | 40    | 6     | 0.15            |
| VfB Stuttgart · Alemania   | 1.ª           | 2023-24       | 0     | 0     | 1                | 1                | —                     | —                     | 1     | 1     | 1               |
| VfB Stuttgart · Alemania   | Total club    | Total club    | 122   | 13    | 11               | 2                | 0                     | 0                     | 133   | 15    | 0.11            |
| Liverpool F. C. Inglaterra | 1.ª           | 2023-24       | 29    | 1     | 5                | 0                | 9                     | 1                     | 43    | 2     | 0.05            |
| Liverpool F. C. Inglaterra | 1.ª           | 2024-25       | 20    | 0     | 6                | 0                | 6                     | 0                     | 32    | 0     | 0               |
| Liverpool F. C. Inglaterra | 1.ª           | 2025-26       | 0     | 0     | 0                | 0                | 0                     | 0                     | 0     | 0     | 0               |
| Liverpool F. C. Inglaterra | Total club    | Total club    | 49    | 1     | 11               | 0                | 15                    | 1                     | 75    | 2     | 0.03            |
| Total carrera              | Total carrera | Total carrera | 433   | 45    | 47               | 2                | 34                    | 2                     | 514   | 49    | 0.49            |
| 1. 2.                      |               |               |       |       |                  |                  |                       |                       |       |       |                 |

## Palmarés

### Títulos nacionales
| Título          | Club               | País       | Año  |
| --------------- | ------------------ | ---------- | ---- |
| J2 League       | Shonan Bellmare    | Japón      | 2014 |
| Copa J. League  | Urawa Red Diamonds | Japón      | 2016 |
| Copa de la Liga | Liverpool F. C.    | Inglaterra | 2024 |
| Premier League  | Liverpool F. C.    | Inglaterra | 2025 |

### Títulos internacionales
| Título                         | Equipo             | País  | Año  |
| ------------------------------ | ------------------ | ----- | ---- |
| Copa Asiática Sub-23 de la AFC | Japón              | Catar | 2016 |
| Copa Suruga Bank               | Urawa Red Diamonds | Japón | 2017 |
| Liga de Campeones de la AFC    | Urawa Red Diamonds | Japón | 2017 |